# Due ovali
Due ovali è un dipinto a olio su tela (107x89,5 cm) realizzato nel 1919 dal pittore Vasilij Kandinskij.
È conservato nel Museo di Stato Russo di San Pietroburgo. 
Sono raffigurate alcune forme allungate e volteggianti che in alcuni casi somigliano ad animali marini.